# Baoguang
Baoguang (kinesiska: 宝光) är ett stadsdelsdistrikt i sydöstra Kina. Det ligger i Gaozhou i staden Maoming i provinsen Guangdong,  omkring 280 kilometer sydväst om provinshuvudstaden Guangzhou. Antalet invånare är 68 763. Befolkningen består av 33 742 kvinnor och 35 021 män. Barn under 15 år utgör 22,0 %, vuxna 15-64 år 67 %, och äldre över 65 år 10,0 %.